# Динамоподины
Динамоподины (лат. Dynamopodinae) — подсемейство пластинчатоусых, состоящее всего из одного рода.

## Распространение
Встречаются лишь в северной части Африки и центральной части Азии (всего 7 видов). В России встречается единственный вид Orubesa athleta Semenov, 1896 [= Dynamopus athleta].

## Систематика

### Перечень видов
- Orubesa ata
- Orubesa athleta
- Orubesa gladiator
- Orubesa luctator
- Orubesa perforata
- Orubesa plicifrons
- Orubesa semenowi